# Xenorhina arfakiana
Espèce
Synonymes
- Xenobatrachus arfakianus Blum & Menzies, 1989 "1988"

Statut de conservation UICN

 DD  : Données insuffisantes
Xenorhina arfakiana est une espèce d'amphibiens de la famille des Microhylidae.

## Répartition
Cette espèce est endémique de la province indonésienne de Papouasie en Nouvelle-Guinée occidentale. Elle se rencontre entre 1 500 et 2 000 m d'altitude dans les monts Arfak,.

## Étymologie
Cette espèce est nommée en référence au lieu de sa découverte, les monts Arfak.

## Publication originale
- Blum & Menzies, 1989 "1988" : Notes on Xenobatrachus and Xenorhina (Amphibia: Microhylidae) from New Guinea with description of nine new species. Alytes, vol. 7, no 4, p. 125-163.